# Juntos por el Cambio
Juntos por el Cambio (abreviado como JxC o Juntos) fue una coalición política argentina, siendo una continuación de la alianza Cambiemos, que ganó las elecciones presidenciales en 2015. Fue creada para participar de las elecciones de 2019, con el objetivo de lograr la reelección de Mauricio Macri, acompañado en la fórmula por el peronista Miguel Ángel Pichetto.  Los principales partidos políticos integrantes fueron Propuesta Republicana, Unión Cívica Radical, Coalición Cívica ARI y Encuentro Republicano Federal.
La coalición compitió en las elecciones presidenciales de 2019 con la fórmula integrada por el entonces presidente de la Nación, Mauricio Macri, quien buscaba su reelección, y el senador peronista, quien había sido jefe de la bancada kirchnerista en el Senado, Miguel Ángel Pichetto. Macri no logró la reelección y el frente quedó en el segundo puesto, con el 40,28 % de los votos, detrás de la fórmula del Frente de Todos, integrada por Alberto Fernández y Cristina Fernández de Kirchner, que se impuso en primera vuelta con el 48,24 % de los sufragios.
En las elecciones presidenciales de 2023 la coalición compitió con la fórmula integrada por la presidenta del PRO, Patricia Bullrich y el radical Luis Petri, obteniendo el tercer lugar con el 23,83 % de los votos y quedándose afuera de la segunda vuelta. 
Luego del triunfo de Milei en el balotaje, la Coalición Cívica ARI, liderada por Elisa Carrió, decidió abandonar la alianza. Posteriormente el bloque Cambio Federal integrado por Miguel Ángel Pichetto, Margarita Stolbizer, Emilio Monzó, Ricardo López Murphy y representantes de los gobernadores de Entre Ríos y Chubut, rompen también con Juntos por el Cambio para sumarse al espacio de Juan Schiaretti en el Congreso con el bloque Hacemos Coalición Federal, quedando disuelta la coalición.

## Historia

### Cambiemos
El 19 de noviembre de 2014 la diputada nacional Elisa Carrió, líder de la Coalición Cívica ARI, abandonó el Frente Amplio UNEN; argumentando que «es imposible trabajar con mediocres» y que sus aliados eran «funcionales al kirchnerismo y sobre todo a Scioli», al no querer incluir al PRO en las listas. Además, acusó a Julio Cobos de «financiarse con la efedrina y ser socio de Cristina Kirchner», y a Pino Solanas, junto al Partido Socialista, de «votar todas las leyes con el cristinismo». Y, por último, también declaró que el líder del PS, Hermes Binner, debía explicar el narcotráfico en Santa Fe y cómo este había tomado la provincia.

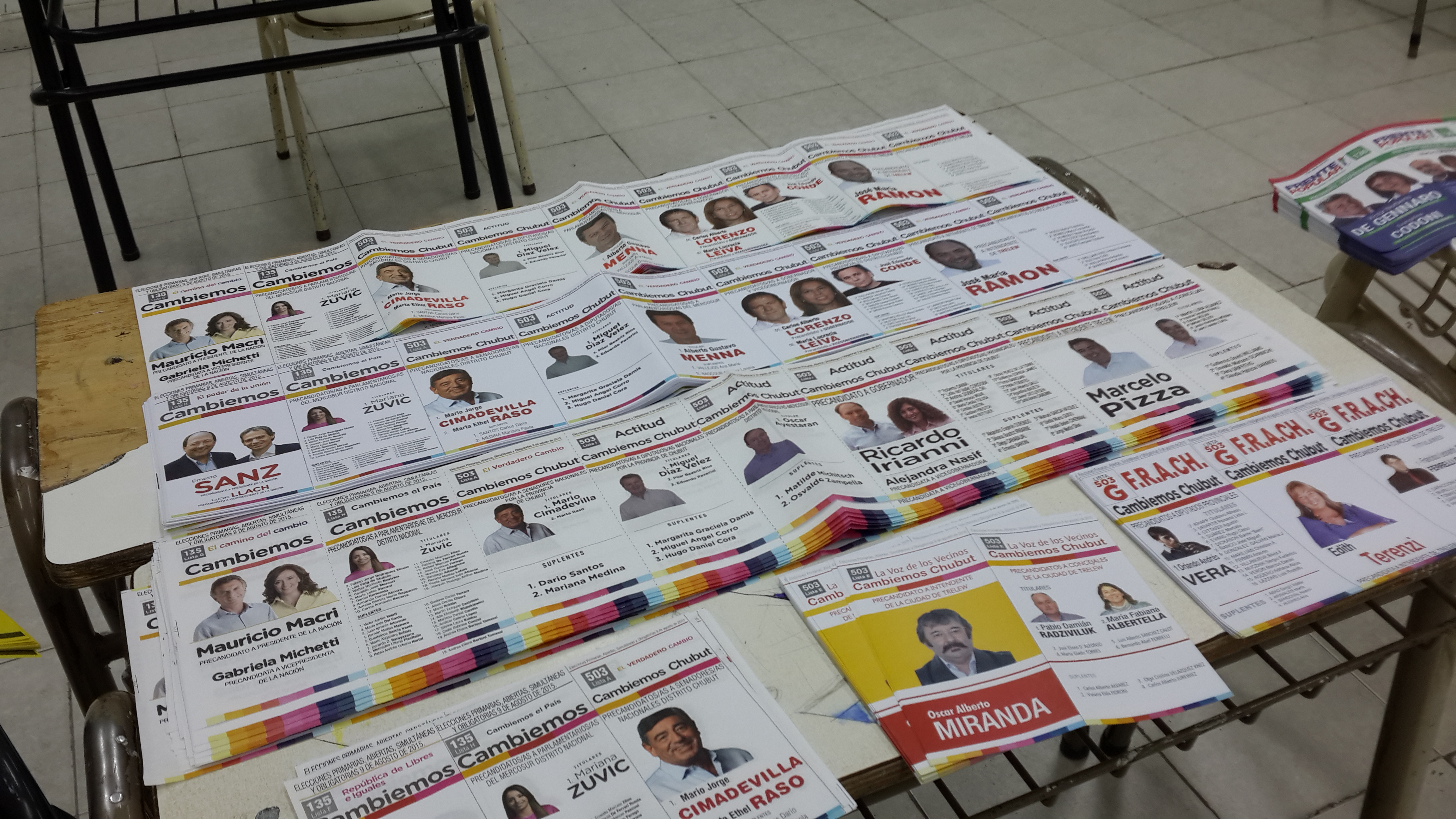
Boletas de Cambiemos en las elecciones primarias del 9 de agosto de 2015 en Trelew, Chubut.

Tras un par de reuniones privadas entre Carrió y representantes de Propuesta Republicana (entre ellos la entonces senadora nacional, Gabriela Michetti, y el líder del espacio, Mauricio Macri), el día 31 de enero de 2015 se comunicó la alianza entre dichos jefe de gobierno y legisladora parlamentaria para competir en las elecciones primarias, diciendo «sellar la unidad» para que «haya una alternativa competitiva frente a los que nos gobiernan desde hace décadas», haciendo referencia a la hegemonía del PJ en el poder, (1989-2015, con excepción del breve período aliancista 1999-2001).
El presidente de la Unión Cívica Radical, el senador nacional Ernesto Sanz, quien durante el segundo semestre de 2014 había sido junto a Carrió uno de los precursores de una alianza más amplia todavía se mantenía firme en su pensamiento, disintiendo con la opinión de otro radical, Cobos; quién propuso que «la UCR debía conservar su identidad histórica» y que «debía competir en representación del electorado que en algún momento se identificó con el extinto FA-UNEN». Finalmente, ambas posiciones se midieron en la Convención Nacional de la Unión Cívica Radical reunida en la ciudad de Gualeguaychú, donde tras un agitado debate se llamó a votación, dándose por vencedora en la madrugada del 15 de marzo de 2015 la postura defendida por Sanz por 186 votos a favor y 130 votos en contra, confirmando así la alianza con el PRO y la CC-ARI.
Posteriormente se sumaron el Partido Fe de Gerónimo Venegas y el Partido Unión por la Libertad de Patricia Bullrich.
Tras el acuerdo entre las partes, la coalición fue oficializada el 10 de junio de 2015 bajo el nombre Cambiemos. También después se adhirieron el Partido Conservador Popular y el Partido Demócrata Progresista, aunque los únicos en competir en las internas fueron los líderes de los partidos principales.

### Debut electoral 2015

#### Elecciones primarias
El 9 de agosto se realizaron las Elecciones PASO, donde los tres cofundadores compitieron por consagrarse con la nominación de la coalición. El resultado fue una contundente victoria de Macri, que se impuso en los 24 distritos; obteniendo su mejor resultado en San Juan donde triunfó con el 90,38 %, mientras que su resultado más bajo fue en Chaco, donde fue votado por el 60,57 % de los votantes de Cambiemos. En tanto el mejor y peor resultado de Carrió fueron un 12,50 % en Santa Cruz y un 2,09 % en Catamarca, respectivamente. Por el lado de Sanz su mejor contienda se dio en Corrientes, donde obtuvo el 29,64 % y la más baja en Tierra del Fuego, donde acaparó al 5,78 %. De esta forma Mauricio Macri y Gabriela Michetti se alzaron como los candidatos oficiales que representarían a la formación política en las elecciones presidenciales.

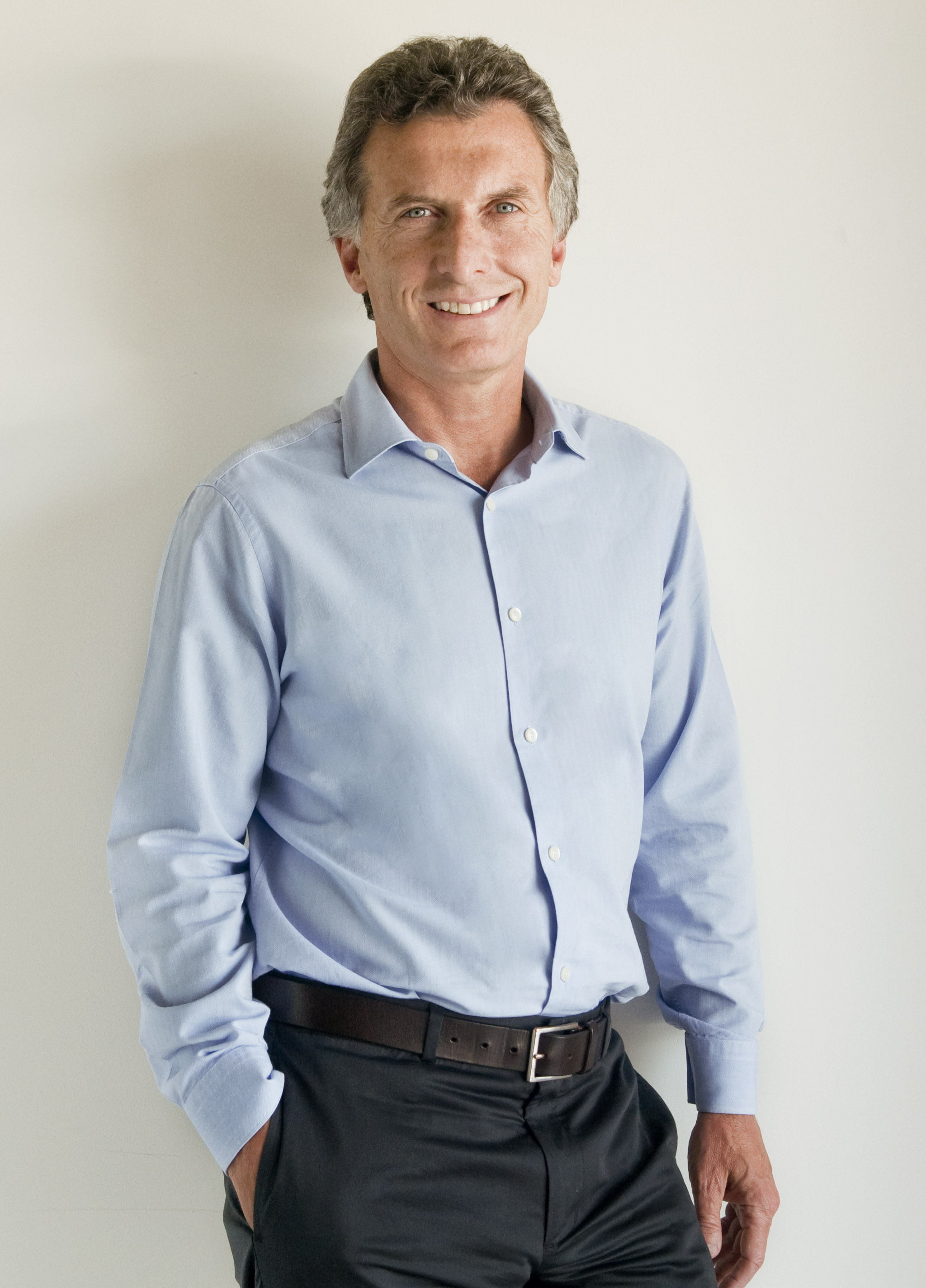
Mauricio Macri.

A nivel federal, Cambiemos obtuvo el 30,07 % de los votos, un 17,18 % más de lo obtenido por la segunda fuerza detrás del kirchnerismo en las últimas elecciones. Se ubicó primera en dos distritos: en la Capital Federal con el 49 % y en Mendoza con el 36 % consolidándose así como segunda fuerza nacional, detrás del Frente para la Victoria.

#### Elecciones generales
Tras una intensa campaña y el Primer debate en la historia argentina de por medio, las elecciones presidenciales se desarrollaron finalmente el día 25 de octubre. En las mismas, la principal fórmula opositora se ubicó en el segundo puesto con el 34,15 % de los sufragios, es decir un crecimiento del 4,08 % y ganando 2 005 149 votos más de lo obtenido en las internas. Macri fue votado por 3 275 073 personas más que en agosto, siendo el candidato que más aumentó su caudal de votos al igual que la alianza. Cambiemos se impuso en 5 distritos, tres más que en las primarias: a Mendoza y Capital Federal se le sumaron Córdoba, Entre Ríos y Santa Fe. Al no haberse superado el 45 % de los votos necesarios para ganar la presidencia, los dos primeros candidatos se enfrentarán en una segunda vuelta.
A nivel distrital, se ganaron las gobernaciones de Jujuy con el radical Gerardo Morales a la cabeza quién obtuvo el 58,34 %, y Buenos Aires donde la candidata PRO María Eugenia Vidal se impuso con el 39,42 %, marcando un hecho histórico al ser la primera gobernadora de la provincia más influyente del país y rompiendo con la mayor hegemonía de un partido sobre la misma, la del PJ, que gobernaba desde 1987.
Estas se sumaron a Mendoza donde Alfredo Cornejo ganó con el 45,33 % el 21 de junio del mismo año y a la Capital Federal, donde ocurrió otro hecho histórico. Los dos primeros puestos fueron ocupados por integrantes de Cambiemos en dichas elecciones, el sector «PRO» y el sector «UCR-CC», quienes obtuvieron el 45,56 % y el 25,48 %, respectivamente. Además de un total de 1 298 202 votos. Los representantes de ambas posiciones, Horacio Rodríguez Larreta y Martín Lousteau, se midieron en una segunda vuelta, al no haber podido superar ninguno el 50 % requerido. Finalmente fue Larreta quién se impuso con el 51,64 % contra el 48,36 % del futuro embajador. El quinto distrito es Corrientes, donde desde las elecciones de la provincia realizadas en 2013 gobierna una alianza que luego se alinearía con la coalición Cambiemos.

#### Segunda vuelta
El 22 de noviembre fue la fecha final. Mauricio Macri se consagró como el nuevo Presidente de la Nación Argentina al obtener el 51,34 % de los sufragios, superando así al candidato oficialista del Frente para la Victoria, Daniel Scioli. Fue allí donde obtuvo 12 997 938 de votos, 4 396 875 votos más que en las elecciones generales y 6 206 660 votos más que en las elecciones primarias.
Se impuso en 9 de los 24 distritos, 4 más que en las generales y 7 más que en las primarias; estas fueron: La Pampa (51,03 %), Jujuy (52,89 %), Entre Ríos (53,86 %), Santa Fe (55,72 %), La Rioja (56,50 %), Mendoza (57,53 %), San Luis (64,13 %), Capital Federal (64,80 %) y Córdoba, donde se desarrolló su mejor victoria: un 71,51 % que oficializó su elección.

### Gestión de gobierno nacional
La gestión de gobierno de Cambiemos dio inicio con el período presidencial de Mauricio Macri el 10 de diciembre de 2015 con mandato finalizado el 10 de diciembre de 2019. El Gobierno cuenta con interbloque en Diputados y en Senadores integrado por las fuerzas políticas que conformaron el frente electoral: Unión PRO, Unión Cívica Radical, y Coalición Cívica ARI.

### Juntos por el Cambio
En mayo de 2019, el presidente de la UCR Alfredo Cornejo propuso ampliar la coalición Cambiemos a otros dirigentes como Roberto Lavagna, Miguel Ángel Pichetto, Juan Manuel Urtubey y Sergio Massa. Esta posición fue respaldada por la Convención Nacional de la UCR que se reunió en Parque Norte. Unas semanas después Pichetto declaró a la prensa que veía "imposible" integrar una ampliación de la alianza gobernante. Urtubey declaró que funcionarios del gobierno nacional le habían ofrecido la candidatura a vicepresidente. El 11 de junio Mauricio Macri anunció en su cuenta de Twitter que Pichetto lo acompañaría en la fórmula presidencial.

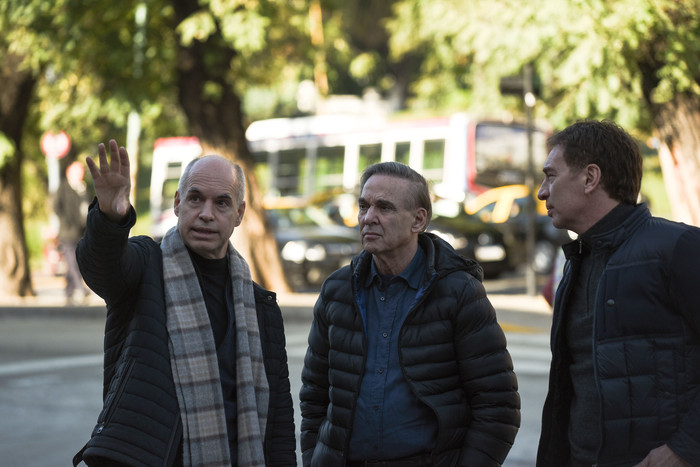
2019. Miguel Pichetto, senador nacional por Río Negro y precandidato a vicepresidente de Mauricio Macri por Juntos por el Cambio, junto al jefe de Gobierno Horacio Rodríguez Larreta, y el vicejefe Diego Santilli.

En la Ciudad de Buenos Aires, la UCR no formó parte de Cambiemos en las elecciones de 2015 y 2017, donde participó bajo el sello Evolución respaldando la candidatura de Martín Lousteau. En abril de 2019 Losteau pidió también por una ampliación de Cambiemos al mismo tiempo que expresó que no formaba parte del espacio. En junio se anunció la incorporación del radicalismo porteño y del Partido Socialista de la ciudad a «Juntos por el Cambio». Lousteau fue nombrado primer candidato a senador nacional por la Ciudad Autónoma de Buenos Aires, secundado por la ministra de Desarrollo Social de la Ciudad, Guadalupe Tagliaferri (referente del PRO).

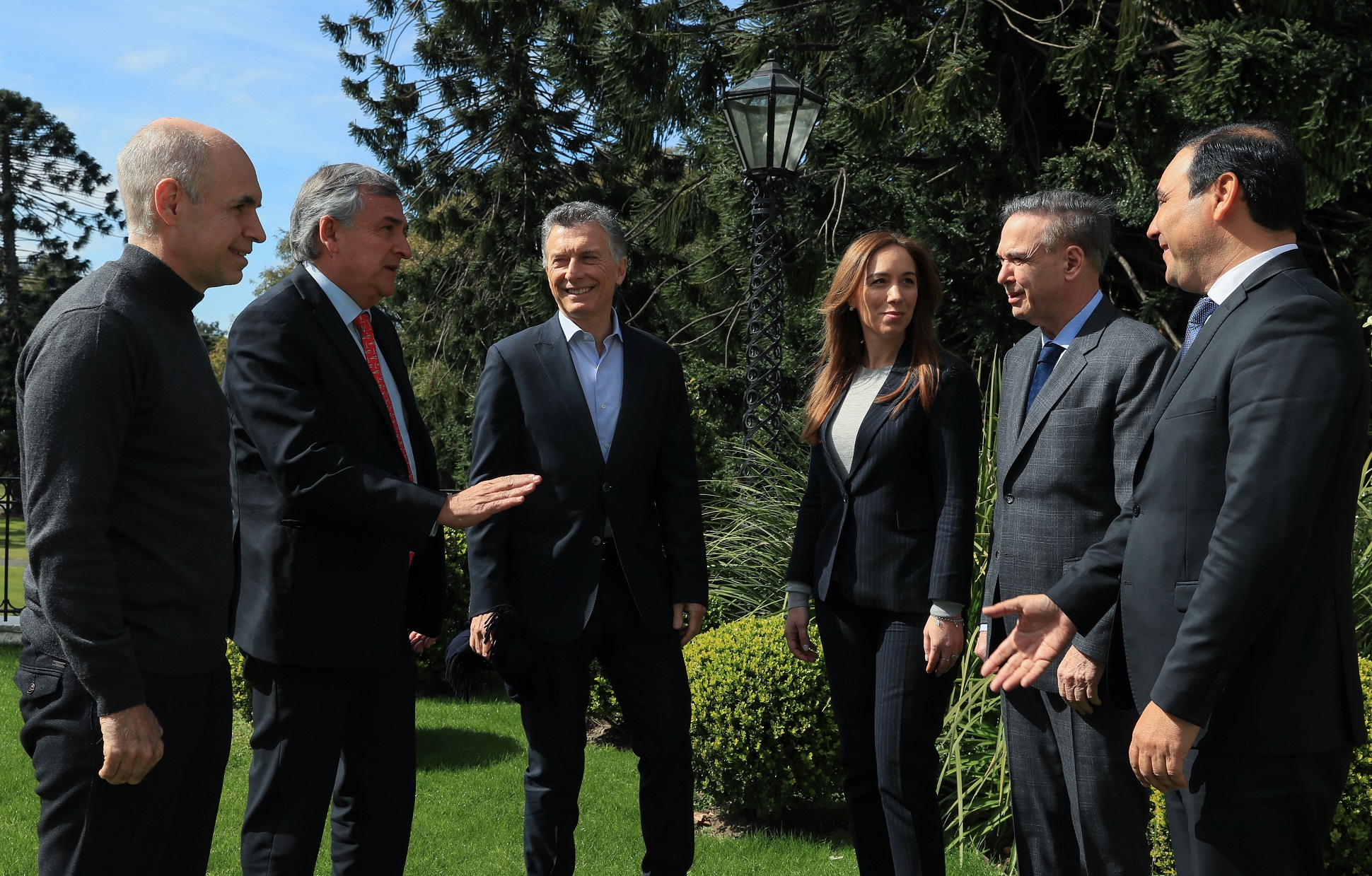
Mauricio Macri y Miguel Ángel Pichetto junto a los entonces gobernadores provinciales de Juntos por el Cambio. De izquierda a derecha, Horacio Rodríguez Larreta, CABA, Gerardo Morales, de Jujuy (UCR), Alfredo Cornejo, Mendoza, (UCR), María Eugenia Vidal, Buenos Aires (PRO), y Gustavo Valdez, de Corrientes, (UCR)

De la mano de Pichetto, la coalición incorporó a la senadora nacional por la provincia de Neuquén Lucila Crexell, originalmente miembro del Movimiento Popular Neuquino, y al senador nacional por la provincia de Corrientes Carlos Espínola, de la bancada del Partido Justicialista. También se sumó el senador Adolfo Rodríguez Saá en el marco de su enfrentamiento con su hermano Alberto gobernador de la provincia de San Luis y líder del partido peronista en ese distrito. Hacia el final del período de presentación de listas sumó a Alberto Asseff para quitarle respaldo a la candidatura de José Luis Espert, quien competía por votantes del mismo espectro ideológico que Juntos por el Cambio.
A nivel distrital, particularmente en la provincia de Buenos Aires, Juntos por el Cambio incorporó a referentes locales disidentes del Frente Renovador y a algunos antiguos integrantes del espacio Alternativa Federal, disuelto días después del anuncio del ingreso de Pichetto a la fórmula presidencial.[cita requerida]
En las elecciones legislativas del 2021, Juntos por el Cambio obtuvo una contundente victoria a nivel nacional, derrotando al oficialista Frente de Todos en 13 provincias, además los diputados de JXC cosecharon el 41.89% de los votos en todo el país. Las candidaturas de Juntos por el Cambio lideradas por candidatos del PRO se impusieron en 4 distritos: en la Provincia de Buenos Aires, Ciudad de Buenos Aires, Córdoba y Chubut.
El 21 de mayo de 2022, se firmó el "Acuerdo Federal" el espacio liberal dentro de Juntos por el Cambio que fue presentado por el vicegobernador Pedro Braillard Poccard (Partido Popular de Corrientes), el ex embajador en Portugal Oscar Moscariello (Partido Demócrata Progresista) y el diputado nacional Ricardo López Murphy (Republicanos Unidos).
De cara a las elecciones presidenciales de 2023, el PRO presentó dos precandidatos a la presidencia dentro de Juntos por el Cambio. El jefe de Gobierno de la Ciudad de Buenos Aires, Horacio Rodríguez Larreta, y la presidenta del partido y exministra de Seguridad de la Nación, Patricia Bullrich, quien finalmente resultó triunfadora. De este modo, la alianza enfrentó las elecciones nacionales con la fórmula Patricia Bullrich - Luis Petri, que obtuvo el tercer lugar con el 23,81% de los votos totales.
En todas las elecciones provinciales de ese año se observó una intensa competencia interna en Juntos por el Cambio, con listas respaldadas por Horacio Rodríguez Larreta y otras por Patricia Bullrich. Esta situación fue especialmente relevante en la Ciudad Autónoma de Buenos Aires, donde Mauricio Macri apoyaba la candidatura de su primo Jorge Macri, mientras que el jefe de Gobierno porteño respaldaba al radical Martín Lousteau. En la interna Martín Lousteau fue derrotado por Jorge Macri.

### Crisis interna y disolución
Luego de la derrota en las generales, se produciría una implosión dentro de la alianza debido a las diferentes posturas sobre a quien habría que apoyar en el balotaje. Elisa Carrió, líder de la CC-ARI, declaró que no apoyaría a ninguno de los dos candidatos y criticaría a Mauricio Macri por "jugar para Milei". Ernesto Sanz, dirigente de la UCR, advertiría que si el PRO apoya a Javier Milei se rompería Juntos por el Cambio, mientras que la excandidata Patricia Bullrich dio su respaldo al dirigente libertario, pero le dejaría libertad de acción a los afiliados del partido.
Luego del triunfo de Milei en el balotaje, la Coalición Cívica ARI, liderada por Elisa Carrió, decide abandonar la alianza. Posteriormente el bloque Cambio Federal integrado por Miguel Ángel Pichetto, Margarita Stolbizer, Emilio Monzó, Ricardo López Murphy y representantes de los gobernadores de Entre Ríos y Chubut, rompen también con Juntos por el Cambio para sumarse al espacio de Juan Schiaretti en el congreso con el bloque Hacemos Coalición Federal.
El 7 de febrero de 2024, luego del trunco tratamiento de la Ley Ómnibus en la Cámara de Diputados, Bullrich aseguró en una entrevista que Juntos por el Cambio está en una etapa “post mortem” y apuntó contra varios de sus exsocios dentro de la coalición (Incluyendo a Horacio Rodríguez Larreta) por unirse con el kirchnerismo.

## Ideología
A pesar de su heterogeneidad y perfil posideológico, PRO suele clasificarse como un partido de centroderecha cercano a la tradición liberal-conservadora. Fabián Bosoer, un politólogo que escribe para Clarín, dijo en 2015 que el PRO es un partido de "centroderecha o liberal republicano". Juan Rafael Grandinetti repasa la literatura académica y afirma que esta coincide en presentar a este partido con "una impronta del liberalismo conservador, pero presentan la novedad de no presentarse como anti-peronistas, ni rechazar ciertas prácticas comúnmente asociadas a este movimiento, como la militancia y el trabajo político territorial. A su vez, en el plano ideológico, combina estos elementos liberal- conservadores, con argumentos propios de la tradición republicana (división e independencia de los poderes, etc.), de la doctrina social de la Iglesia Católica, y del discurso del management (eficiencia, gestión, caducidad de las ideologías)".
Por otro lado, en 2016 y 2018 el economista liberal-libertario Javier Milei y el jefe de gabinete Marcos Peña coincidieron en afirmar que el gobierno de Mauricio Macri fue socialista. También el gobierno de Cambiemos fue declarado de centro-izquierda por el investigador del Conicet Julio Montero. Erico Valadares, editor de la revista política "Hegemonía" y el sitio "La Batalla Cultural", con una línea editorial que se presenta como "peronista ortodoxa", también caracteriza al PRO como "socialdemócrata".
Como para profundizar esta dualidad, PRO está afiliado a la Unión Internacional Demócrata (de ideología liberal conservadora), pero también tiene vínculos con redes internacionales de think tanks como la socialcristiana Fundación Konrad Adenauer.
Por otro lado, la Unión Cívica Radical se encuentra afiliada a la Internacional Socialista y cuya rama universitaria, Franja Morada, se define expresamente como socialdemócrata.
El frente también se ha declarado "desarrollista", pretendiendo revivir el "espíritu" de Arturo Frondizi, quien fue presidente argentino de la Unión Cívica Radical entre 1958 y 1962, en el sitio web. En 2006 Mauricio Macri definió su propia fuerza como "pro mercado y pro empresa".
Un sector que se destaca por no alinearse con las corrientes ideológicas predominantes en la coalición es el representado por Cynthia Hotton. Horacio Rodríguez Larreta nominó a Cynthia Hotton como candidata a senadora, una figura política caracterizada por su postura ultraconservadora, marcada por su oposición al matrimonio igualitario y al aborto. El partido de Hotton ha sido identificado como un bastión del neoconservadurismo y el ultraconservadurismo.
Además, algunos argumentan que JXC se considera libertario o liberal clásico, dado que incorporó al ex aliado de Javier Milei, José Luis Espert, al espacio. Sin embargo, es importante señalar que Milei describe a Espert como un liberal clásico, no como un libertario.
Jaime Durán Barba, asesor del jefe de campaña de Mauricio Macri en las elecciones presidenciales de 2015, afirmó el 24 de octubre de 2017 que Mauricio Macri era la nueva izquierda.

## Partidos integrantes
Juntos por el Cambio hasta su disolución estuvo integrado por los siguientes partidos políticos:

### Partidos de Orden Nacional[91]
| Partido | Partido                       | Presidente        | Ideología      | Posición      | Ref.                        |
| ------- | ----------------------------- | ----------------- | -------------- | ------------- | --------------------------- |
|         | Propuesta Republicana         | Patricia Bullrich | Republicanismo | Centroderecha |                             |
|         | Unión Cívica Radical          | Martín Lousteau   | Radicalismo    | Centro        | [ 92 ] [ 93 ] [ 94 ] [ 95 ] |
|         | Partido Demócrata Progresista | Oscar Moscariello | Liberalismo    | Centroderecha |                             |

### Partidos de Distrito
| Partido | Partido                                    | Líder                  | Distritos                                                        | Ideología                    | Posición         | Ref.                  |
| ------- | ------------------------------------------ | ---------------------- | ---------------------------------------------------------------- | ---------------------------- | ---------------- | --------------------- |
|         | Propuesta Republicana                      | Mauricio Macri         | Todos los distritos (excepto Santa Cruz)                         | Republicanismo               | Centroderecha    |                       |
|         | Unión Cívica Radical                       | Gerardo Morales        | Todos los distritos                                              | Radicalismo                  | Centro           | [ 92 ] [ 97 ]         |
|         | Partido Socialista                         | Roy Cortina            | PBA, CABA, Chaco, Entre Ríos, Formosa, Jujuy, La Pampa y Mendoza | Socialdemocracia             | Centroizquierda  | [ 98 ] [ 99 ] [ 100 ] |
|         | Partido Nacionalista Constitucional - UNIR | Alberto Asseff         | PBA, CABA, Chaco, Jujuy, La Rioja y Santa Fe                     | Conservadurismo nacionalista | Derecha          |                       |
|         | Partido Demócrata Progresista              | Ana Isabel Copes       | PBA, CABA, Corrientes, Formosa y Santa Fe                        | Liberalismo progresista      | Centroderecha    |                       |
|         | Movimiento de Integración y Desarrollo     | Juan Pablo Carrique    | Corrientes, Formosa, Jujuy y Tierra del Fuego                    | Desarrollismo                | Centro           |                       |
|         | Partido Demócrata Cristiano                | Jorge Sobisch          | CABA y Jujuy                                                     | Democracia cristiana         | Centroderecha    |                       |
|         | Republicanos Unidos                        | Roberto García Moritán | PBA, Córdoba, Mendoza y San Juan                                 | Liberalismo republicano      | Centroderecha    |                       |
|         | Unión del Centro Democrático               | Hugo Bontempo          | PBA, CABA, Corrientes y Santa Fe                                 | Liberalismo conservador      | Centroderecha    |                       |
|         | Partido Renovador Federal                  | José Videla Sáenz      | CABA, Chaco y Mendoza                                            | Peronismo Federal            | Derecha          |                       |
|         | Confianza Pública                          | Graciela Ocaña         | PBA y CABA                                                       | Socialdemocracia             | Centroizquierda  |                       |
|         | Unión Popular Federal                      | Graciela Devita        | PBA y Corrientes                                                 | Peronismo Federal            | Derecha          |                       |
|         | Avanzar                                    | Claudio Poggi          | San Luis                                                         | Peronismo                    | Centro           |                       |
|         | Creo                                       | Paula Omodeo           | Tucumán                                                          | Regionalismo tucumano        | Centro           |                       |
|         | Cruzada Renovadora                         | Alfredo Avelín Nollens | Jujuy                                                            | Federalismo                  | Centroderecha    |                       |
|         | Frente Cívico                              | Luis Juez              | Córdoba                                                          | Regionalismo cordobés        | Centroderecha    |                       |
|         | Partido Conservador Popular                | Marco Aurelio Michelli | Corrientes                                                       | Conservadurismo              | Derecha          |                       |
|         | Partido Laborista                          | Desconocido            | Córdoba                                                          | Peronismo                    | Tercera posición |                       |
|         | Compromiso por Tucumán                     | Germán Alfaro          | Tucumán                                                          | Peronismo                    | Centro           |                       |
|         | Partido Liberal                            | Eduardo Hardoy         | Corrientes                                                       | Liberalismo                  | Centroderecha    |                       |
|         | Producción y Trabajo                       | Roberto Basualdo       | San Juan                                                         | Peronismo                    | Centroderecha    |                       |
|         | Activar                                    | Desconocido            | Misiones                                                         | Desconocido                  | Desconocido      |                       |
|         | Bases y Principios de Chaco                | Desconocido            | Chaco                                                            | Desconocido                  | Desconocido      |                       |
|         | Encuentro Jujeño                           | Desconocido            | Jujuy                                                            | Desconocido                  | Desconocido      |                       |
|         | Libertad y Democracia Responsable Lyder    | Desconocido            | Jujuy                                                            | Desconocido                  | Desconocido      |                       |
|         | Movimiento Federalista Pampeano            | Desconocido            | La Pampa                                                         | Desconocido                  | Desconocido      |                       |
|         | Movimiento Popular Jujeño                  | Desconocido            | Jujuy                                                            | Desconocido                  | Desconocido      |                       |
|         | Movimiento Social Entrerriano              | Desconocido            | Entre Ríos                                                       | Desconocido                  | Desconocido      |                       |
|         | Partido Dignidad Ciudadana                 | Desconocido            | San Juan                                                         | Desconocido                  | Desconocido      |                       |
|         | Partido del Frente                         | Desconocido            | La Pampa                                                         | Desconocido                  | Desconocido      |                       |

## Composición legislativa

### Cámara de Diputados
| Ex Interbloque Juntos por el Cambio 74 diputados - Presidente: Vacante | Ex Interbloque Juntos por el Cambio 74 diputados - Presidente: Vacante | Ex Interbloque Juntos por el Cambio 74 diputados - Presidente: Vacante | Ex Interbloque Juntos por el Cambio 74 diputados - Presidente: Vacante | Ex Interbloque Juntos por el Cambio 74 diputados - Presidente: Vacante | Ex Interbloque Juntos por el Cambio 74 diputados - Presidente: Vacante | Ex Interbloque Juntos por el Cambio 74 diputados - Presidente: Vacante |
| Bloque                                                                 | Bloque                                                                 | Retrato                                                                | Presidente                                                             | Provincia                                                              | Mandato                                                                | Mandato                                                                |
| Bloque                                                                 | Bloque                                                                 | Retrato                                                                | Presidente                                                             | Provincia                                                              | Inicio                                                                 | Fin                                                                    |
| ---------------------------------------------------------------------- | ---------------------------------------------------------------------- | ---------------------------------------------------------------------- | ---------------------------------------------------------------------- | ---------------------------------------------------------------------- | ---------------------------------------------------------------------- | ---------------------------------------------------------------------- |
|                                                                        | Propuesta Republicana (37)                                             |                                                                        | Cristian Ritondo                                                       | Buenos Aires                                                           | 2019                                                                   | 2023                                                                   |
|                                                                        | Unión Cívica Radical (34)                                              |                                                                        | Rodrigo de Loredo                                                      | Córdoba                                                                | 2021                                                                   | 2025                                                                   |
|                                                                        | Producción y Trabajo (2)                                               |                                                                        | Nancy Picón                                                            | San Juan                                                               | 2019                                                                   | 2023                                                                   |
|                                                                        | CREO (1)                                                               |                                                                        | Paula Omodeo                                                           | Tucumán                                                                | 2021                                                                   | 2025                                                                   |

### Senado
| Ex Interbloque Juntos por el Cambio 20 senadores - Presidente: Vacante | Ex Interbloque Juntos por el Cambio 20 senadores - Presidente: Vacante | Ex Interbloque Juntos por el Cambio 20 senadores - Presidente: Vacante | Ex Interbloque Juntos por el Cambio 20 senadores - Presidente: Vacante | Ex Interbloque Juntos por el Cambio 20 senadores - Presidente: Vacante | Ex Interbloque Juntos por el Cambio 20 senadores - Presidente: Vacante | Ex Interbloque Juntos por el Cambio 20 senadores - Presidente: Vacante |
| Bloque                                                                 | Bloque                                                                 | Retrato                                                                | Presidente                                                             | Provincia                                                              | Mandato                                                                | Mandato                                                                |
| Bloque                                                                 | Bloque                                                                 | Retrato                                                                | Presidente                                                             | Provincia                                                              | Inicio                                                                 | Fin                                                                    |
| ---------------------------------------------------------------------- | ---------------------------------------------------------------------- | ---------------------------------------------------------------------- | ---------------------------------------------------------------------- | ---------------------------------------------------------------------- | ---------------------------------------------------------------------- | ---------------------------------------------------------------------- |
|                                                                        | Unión Cívica Radical (13)                                              |                                                                        | Eduardo Vischi                                                         | Corrientes                                                             | 2021                                                                   | 2025                                                                   |
|                                                                        | Frente PRO (6)                                                         |                                                                        | Luis Juez                                                              | Córdoba                                                                | 2021                                                                   | 2027                                                                   |
|                                                                        | Partido por la Justicia Social (1)                                     |                                                                        | Beatriz Luisa Ávila                                                    | Tucumán                                                                | 2021                                                                   | 2027                                                                   |

## Representación a nivel provincial

### 2023-2025
| Provincia           | Legisladores nacionales | Legisladores nacionales | Gobernador / jefe de Gobierno | Gobernador / jefe de Gobierno | Nombre de la coalición       | Legisladores provinciales | Legisladores provinciales | Situación     |
| Provincia           | Diputados               | Senadores               | Gobernador / jefe de Gobierno | Gobernador / jefe de Gobierno | Nombre de la coalición       | Diputados                 | Senadores                 | Situación     |
| ------------------- | ----------------------- | ----------------------- | ----------------------------- | ----------------------------- | ---------------------------- | ------------------------- | ------------------------- | ------------- |
| Buenos Aires        | 24/70                   | 1/3                     |                               |                               | Juntos por el Cambio         | 37/92                     | 20/46                     | Oposición     |
| CABA                | 13/25                   | 2/3                     |                               | Jorge Macri (PRO)             | Juntos por el Cambio         | 30/60                     |                           | Gobierno      |
| Catamarca           | 1/5                     | 1/3                     |                               |                               | Juntos por el Cambio         | 12/41                     | 2/16                      | Oposición     |
| Chaco               | 3/7                     | 1/3                     |                               | Leandro Zdero                 | Juntos por el Cambio         | 17/32                     |                           | Gobierno      |
| Chubut              | 1/5                     | 2/3                     |                               | Ignacio Agustín Torres (PRO)  | Juntos por el Cambio         | 16/27                     |                           | Gobierno      |
| Córdoba             | 8/18                    | 2/3                     |                               |                               | Juntos por el Cambio         | 33/70                     |                           | Oposición     |
| Corrientes          | 3/7                     | 2/3                     |                               | Gustavo Valdés (UCR)          | ECO + Vamos Corrientes       | 23/30                     | 11/15                     | Gobierno      |
| Entre Ríos          | 4/9                     | 2/3                     |                               | Rogelio Frigerio (PRO)        | Juntos por el Cambio         | 18/34                     | 8/17                      | Gobierno      |
| Formosa             | 1/5                     | 0/3                     |                               |                               | Frente Amplio Formoseño      | 9/30                      |                           | Oposición     |
| Jujuy               | 2/6                     | 0/3                     |                               | Carlos Sadir (UCR)            | Cambia Jujuy                 | 32/48                     |                           | Gobierno      |
| La Pampa            | 3/5                     | 2/3                     |                               |                               | Cambiemos La Pampa           | 13/30                     |                           | Oposición     |
| La Rioja            | 0/5                     | 0/3                     |                               |                               | Juntos por La Rioja          | 3/36                      |                           | Oposición     |
| Mendoza             | 4/10                    | 2/3                     |                               | Alfredo Cornejo (UCR)         | Cambia Mendoza               | 26/48                     | 19/38                     | Gobierno      |
| Misiones            | 3/7                     | 1/3                     |                               |                               | Juntos por el Cambio         | 11/40                     |                           | Oposición     |
| Neuquén             | 1/5                     | 1/3                     |                               |                               | Juntos por el Cambio Neuquén | 1/35                      |                           | Apoyo externo |
| Río Negro           | 2/5                     | 0/3                     |                               |                               | Cambiemos Río Negro          | 13/46                     |                           | Oposición     |
| Salta               | 1/7                     | 1/3                     |                               |                               | Juntos por el Cambio         | 5/60                      | 2/23                      | Oposición     |
| San Juan            | 2/6                     | 0/3                     |                               | Marcelo Orrego (PyT)          | Unidos por San Juan          | 12/36                     |                           | Gobierno      |
| San Luis            | 2/5                     | 0/3                     |                               | Claudio Poggi (Avanzar)       | Cambia San Luis              | 18/43                     | 3/9                       | Gobierno      |
| Santa Cruz          | 1/5                     | 0/3                     |                               |                               | Cambia Santa Cruz            | 1/24                      |                           | Apoyo externo |
| Santa Fe            | 8/19                    | 2/3                     |                               | Maximiliano Pullaro (UCR)     | Unidos para Cambiar Santa Fe | 28/50                     | 14/19                     | Gobierno      |
| Santiago del Estero | 0/7                     | 0/3                     |                               |                               | Juntos por el Cambio         | 7/40                      |                           | Oposición     |
| Tierra del Fuego    | 1/5                     | 1/3                     |                               |                               | Juntos por el Cambio         | 0/15                      |                           | Oposición     |
| Tucumán             | 3/9                     | 1/3                     |                               |                               | Juntos por el Cambio         | 12/49                     |                           | Oposición     |

## Resultados electorales
|  | 34,15 % |

|  | 51,34 % |

|  | 40,28 % |

|  | 23,81 % |

#### Resultados legislativos
| Año  | Elección    | Diputados  | Diputados | Diputados        | Senadores | Senadores | Senadores        |
| Año  | Elección    | Votos      | %         | Bancas obtenidas | Votos     | %         | Bancas obtenidas |
| ---- | ----------- | ---------- | --------- | ---------------- | --------- | --------- | ---------------- |
| 2015 | Legislativa | 8 230 605  | 34,75     | 42/130           | 2 623 336 | 36,75     | 9/24             |
| 2017 | Legislativa | 10 261 407 | 41,75     | 61/130           | 4 864 886 | 41,01     | 12/24            |
| 2019 | Legislativa | 10 811 586 | 40,28     | 56/130           | 2 363 432 | 39,21     | 8/24             |
| 2021 | Legislativa | 9 945 804  | 42,75     | 61/130           | 3 290 442 | 46,25     | 14/24            |
| 2023 | Legislativa | 6 412 133  | 26,12     | 32/130           | 2 969 070 | 25,57     | 2/24             |

#### Elecciones primarias
|  | 30,12 % |

|  | 81,33 % |

|  | 11,10 % |

|  | 7,57 % |

|  | 31,80 % |

|  | 100 % |

|  | 16,81 % |

|  | 60,03 % |

|  | 11,19 % |

|  | 39,97 % |